# 泉酒造
泉酒造株式会社（いずみしゅぞう、Izumisyuzou inc.）は、兵庫県神戸市東灘区に本社を置く日本酒メーカーである。

## 概要
泉酒造は宝暦6年（1756年）、初代泉仙介が有馬郡道場村にて酒造業をはじめ、三代目仙介の時、道場村より灘五郷のひとつ、御影郷に製造所を移した。当時より御影は酒造りに最適の地として知られ、そこに湧き出る地下水は水質最良、水量豊富であった。この恵まれた水源と、自らの姓・泉より銘柄を「泉正宗」とした。
銘柄は泉正宗・仙介・。阪神・淡路大震災の影響により事業は縮小し、父方の実家である西野金陵に醸造委託していたが、2007年度より自家醸造を再開している（仙介のみで泉正宗は現在も西野金陵製）。
商品パッケージに使われている「泉」の文字は俳優森繁久彌の手によるもの。
昭和中期ごろまで放送されていたラジオCMソング「泉正宗マンボ」は、雪村いづみが歌っており、関西圏で親しまれた。